# DFB-Pokal der Frauen 2013-2014
La DFB Pokal der Frauen 2013-2014 è stata la 34ª edizione della Coppa di Germania, organizzata dalla federazione calcistica della Germania (Deutscher Fußball-Bund - DFB) e riservata alle squadre femminili. Per il quarto anno consecutivo la finale si è disputata al RheinEnergieStadion di Colonia.
Il vincitore del torneo è stato l'1. FFC Francoforte, alla sua nona Coppa conquistata, che ha battuto per 3-0, con reti della giapponese Kozue Andō e delle tedesche Peggy Kuznik e Simone Laudehr tutte siglate nel primo tempo, l'SGS Essen nella finale del 17 maggio 2014.

## Squadre partecipanti
Partecipano alla competizione 56 squadre: le 12 di Frauen-Bundesliga, 19 delle 24 di 2. Frauen-Bundesliga, 4 delle 5 vincitrici dei rispettivi gironi di Frauen-Regionalliga e le vincitrici della Coppa Nazionale delle 21 federazioni nazionali DFB.

### Frauen-Bundesliga
- 1. FFC Francoforte
- 2001 Duisburg
- Bad Neuenahr
- Bayer Leverkusen
- Bayern Monaco
- Friburgo
- Gütersloh
- Jena
- SGS Essen
- Sindelfingen
- Turbine Potsdam
- Wolfsburg

### 2. Frauen-Bundesliga
- Bardenbach
- Cloppenburg
- Colonia
- Crailsheim
- Herforder
- Hoffenheim
- Hohen Neuendorf
- Holstein Kiel
- FFV Leipzig
- Lübars
- Magdeburger FFC
- Meppen
- Niederkirchen
- Oldesloe 2000
- Recklinghausen
- Saarbrücken
- Sand
- Werder Brema
- ETSV Würzburg

### Regionalliga
- Viktoria Berlin
- Bochum
- Weinberg
- Wörrstadt

### Verbandspokal
- Bergedorf 85
- Buntentor
- Burg Gretesch
- Derendingen
- Eintracht Frankfurt
- Erfurt
- Fortuna Dresden
- Fortuna Colonia
- Hallescher
- Hegauer
- Henstedt-Ulzburg
- Karlsruher
- Issel
- Marzahn
- Moers
- Neubrandenburg 04
- Potsdamer Kickers
- Schott Mainz
- Siegen
- Viktoria Jägersburg
- Wacker München

## Calendario

### Secondo turno
Al secondo turno hanno avuto accesso le 24 squadre vincitrici della precedente fase ad eliminazione, alle quali si aggiungono otto dalla Frauen-Bundesliga: 1. FFC Francoforte, 2001 Duisburg, Bayer Leverkusen, Bayern Monaco, Friburgo, SGS Essen, Turbine Potsdam e Wolfsburg. Il sorteggio si è tenuto l'8 settembre 2012, con l'estrazione effettuata dalla campionessa d'Europa a Norvegia-Svezia 1997 Inken Beeken, tenendo conto della collocazione geografica e divise in due sezioni, nord e sud, separate. Le gare si sono svolte il 28 e 29 settembre 2013.
| Squadra 1       | Risultato       | Squadra 2          |
| --------------- | --------------- | ------------------ |
| Burg Gretesch   | 1 – 9           | Wolfsburg          |
| SGS Essen       | 3 – 2           | Turbine Potsdam    |
| Cloppenburg     | 6 – 0           | Magdeburger FFC    |
| Gütersloh       | 1 – 4           | Jena               |
| Lübars          | 1 – 2           | Werder Brema       |
| Viktoria Berlin | 0 – 2           | Meppen             |
| Herforder       | 0 – 0 (4-5 dtr) | FFV Leipzig        |
| 2001 Duisburg   | 6 – 0           | Hohen Neuendorf    |
| Moers           | 0 – 9           | Bayer Leverkusen   |
| Bad Neuenahr    | 0 – 5           | 1. FFC Francoforte |
| Friburgo        | 3 – 1           | Sindelfingen       |
| Saarbrücken     | 3 – 0           | Niederkirchen      |
| ETSV Würzburg   | 0 – 4           | Sand               |
| Bochum          | 3 – 1 (dts)     | SV Weinberg        |
| Colonia         | 2 – 0           | Hoffenheim         |
| Crailsheim      | 0 – 7           | Bayern Monaco      |

### Ottavi di finale
Il sorteggio si è tenuto il 5 ottobre 2013, mentre le gare si sono svolte il 16 e 17 novembre 2013.
| Squadra 1          | Risultato | Squadra 2     |
| ------------------ | --------- | ------------- |
| 1. FFC Francoforte | 1 – 0     | Wolfsburg     |
| Colonia            | 2 – 0     | Bayern Monaco |
| Sand               | 6 – 0     | 2001 Duisburg |
| Friburgo           | 7 – 0     | FFV Leipzig   |
| Werder Brema       | 3 – 1     | Bochum        |
| Bayer Leverkusen   | 1 – 2     | Cloppenburg   |
| SGS Essen          | 4 – 2     | Saarbrücken   |
| Meppen             | 1 – 2     | Jena          |

### Quarti di finale
Il sorteggio si è tenuto il 19 novembre 2013, mentre le gare si sono svolte il 15 dicembre 2013.
| Squadra 1    | Risultato | Squadra 2          |
| ------------ | --------- | ------------------ |
| Friburgo     | 1 – 5     | Cloppenburg        |
| Werder Brema | 0 – 8     | 1. FFC Francoforte |
| Jena         | 0 – 2     | Sand               |
| SGS Essen    | 5 – 2     | Colonia            |

### Semifinali
Turno unico disputato il 12 e il 13 aprile 2014.
| Squadra 1          | Risultato   | Squadra 2 |
| ------------------ | ----------- | --------- |
| Friburgo           | 0 – 1 (dts) | SGS Essen |
| 1. FFC Francoforte | 2 – 0       | Sand      |

### Finale
| Arbitro: | Marina Wozniak (Herne) |

|  |           |                                |
|  | Marcatori | 3’ Andō 28’ Kuznik 36’ Laudehr |

## Statistiche

### Classifica marcatrici
| Gol | Rigori |  | Giocatore          | Squadra            |
| --- | ------ |  | ------------------ | ------------------ |
| 7   | ?      |  | Isabelle Meyer     | Sand               |
| 6   | ?      |  | Kerstin Garefrekes | 1. FFC Francoforte |
| 6   | ?      |  | Stephanie Goddard  | Werder Brema       |
| 5   | ?      |  | Theresa Panfil     | Bayer Leverkusen   |
| 4   | ?      |  | Amber Hearn        | Jena               |
| 4   | ?      |  | Iva Landeka        | Jena               |
| 4   | ?      |  | Ilaria Mauro       | Sand               |
| 4   | ?      |  | Christine Veth     | Sand               |
| 4   | ?      |  | Maren Wallenhorst  | Werder Brema       |
| 4   | ?      |  | Agnieszka Winczo   | Cloppenburg        |